# Patrik Niklas-Salminen
Patrik Niklas-Salminen, né le 5 mars 1997 à Tampere en Finlande, est un joueur de tennis finlandais.

## Carrière
En simple, il remporte un titre en ITF en 2018.
En double, il remporte un premier titre Challenger en 2019 à Playford avec son compatriote Harri Heliövaara. En 2022, il se consacre entièrement au double.
Il atteint sa première finale en double sur le circuit ATP à Marseille en 2024 aux côtés d'Emil Ruusuvuori.
Il a représenté la Finlande en Coupe Davis à partir de 2016. En 2023, il joue deux matchs lors de la phase de groupe et les perd tous les deux. La Finlande se qualifie par la suite pour les demi-finales.

## Palmarès

### Finale en double messieurs
| No | Date       | Nom et lieu du tournoi     | Catégorie | Dotation  | Surface    | Vainqueurs                 | Partenaire      | Score    |          |
| -- | ---------- | -------------------------- | --------- | --------- | ---------- | -------------------------- | --------------- | -------- | -------- |
| 1  | 05-02-2024 | Open 13 Provence Marseille | ATP 250   | 724 015 € | Dur (int.) | Tomáš Macháč Zhang Zhizhen | Emil Ruusuvuori | 6-3, 6-4 | Parcours |

## Classements ATP en fin de saison
| Année          | 2014 | 2015 | 2016 | 2017 | 2018 | 2019 | 2020 | 2021 | 2022 | 2023 |
| Rang en simple | 1839 | 976  | 745  | 1095 | 436  | 493  | 439  | 593  | 1203 | –    |
| Rang en double | –    | 746  | 811  | 707  | 293  | 309  | 315  | 609  | 145  | 124  |

Source : (en) Classements de Patrik Niklas-Salminen sur le site officiel de la Fédération internationale de tennis